# مارسيل لو كلارك
مارسيل لو كلارك (بالفرنسية: Marcel Leclerc )‏ (و. 1921 – 1983 م) هو ناشر، من فرنسا، ولد في مارسيليا، توفي عن عمر يناهز 62 عاماً.